# Yoshiyuki Matsueda
Yoshiyuki Matsueda (en japonès: 松枝義幸, Prefectura d'Okayama, 10 de gener de 1962) va ser un ciclista japonès, que s'especialitzà en la pista. Va aconseguir una medalla al Campionat del món de velocitat de Bassano del Grappa 1985, per darrere del seu compatriota Koichi Nakano.